# Zenon Kitowski
Zenon Kitowski (ur. 1962) – polski klarnecista. 
W 1985 uzyskał dyplom z wyróżnieniem w Akademii Muzycznej im. F. Chopina w Warszawie, w klasie prof. Ryszarda Sztajerwalda. Jeszcze jako uczeń szkoły średniej został laureatem wielu konkursów, m.in. w Szczecinku, Białymstoku, Gdańsku i Wrocławiu. Brał także udział w międzynarodowych kursach klarnetowych w Niemczech. W 1981 Zenon Kitowski otrzymał prywatną nagrodę od Witolda Lutosławskiego za wykonanie I Sonaty J. Brahmsa na Koncercie Młodych Muzyków w Zielonej Górze. Rok później został laureatem pierwszej nagrody na Międzynarodowym Konkursie Klarnetowym im. Karola Kurpińskiego we Włoszakowicach. W 1982 nawiązał współpracę z Krajowym Biurem Koncertowym. Koncertował jako solista m.in.: z Polską Orkiestrą Kameralną, Polską Orkiestrą Radiową, Polską Filharmonią Kameralną Wojciecha Rajskiego, Sinfonią Wratislavią, Concerto Avenna i wieloma polskimi orkiestrami filharmonicznymi. Występował z recitalami i koncertami kameralnymi (m.in. z kwartetem "Camerata" i kwintetem dętym "Tempo Prima"). Zenon Kitowski dokonał wielu nagrań dla Polskiego Radia; m.in. z koncertami klarnetowymi Webera, Kurpińskiego, Stamitza, a także utworami Mendelssohna, Bairda, Wiechowicza, Spisaka i Kisielewskiego. Był pierwszym klarnecistą - solistą w Polskiej Orkiestrze Kameralnej Jerzego Maksymiuka, Sinfonii Varsovii, Orkiestrze Polskiego Radia i Telewizji w Warszawie. Aktualnie jest pierwszym klarnecistą Polskiej Orkiestry Radiowej w Warszawie.
SOLOWE NAGRANIA DOKONANE DLA POLSKIEGO RADIA
- 1982 Stefan Kisielewski – Suita na flet i klarnet, Danuta Paul-flet
- 1986 Karol Kurpiński – Koncert B-dur, Ryszard Dudek-dyrygent, Orkiestra Polskiego Radia i Telewizji
- 1990 Carl Maria von Weber – Concertino Es-dur op.26 na klarnet i na orkiestrę Mieczysław Nowakowski-dyrygent, Warszawska Filharmonia Radiowa
- 1990 Carl Maria von Weber – Concertino Es-dur op.26 na klarnet i orkiestrę Mieczysław Nowakowski-dyrygent, Warszawska Filharmonia Radiowa (Warszawa, Studio M-1: „Koncert studyjny Warszawskiej Filharmonii Radiowej”)
- 1990 J.V. Stamitz - Koncert B-dur na dwa klarnety, Romuald Gołębiowski-klarnet, Jan Pruszak, Orkiestra Polskiego Radia i Telewizji
- 1995 Tadeusz Baird - Muzyka epifaniczna na orkiestrę symfoniczną z koncertującą wiolonczelą, fletem i klarnetem (1963)Jerzy Klocek-wiolonczela, Hanna Turonek - flet, Wojciech Michniewski-dyrygent, Polska Orkiestra Radiowa
- 1995 Stanisław Wiechowicz - Kasia. Suita w 5 częściach na orkiestrę smyczkową i dwa klarnety (1946) Maciej Skórski-klarnet, Andrzej Straszyński - dyrygent, Polska Orkiestra Radiowa
- 1999 Michał Spisak - Aubade na flet, obój, klarnet, fagot i orkiestrę smyczkową, Marcin Kamiński-flet, Filip Woźniakowski-obój, Michał Wawrzyniak-fagot, Jacek Rogala-dyrygent, Polska Orkiestra Radiowa
- 1999 Feliks Mendelssohn-Bartholdy - Konzertstuck No1 f-moll op.113, Marcin Woźniak-bassethorn, Wojciech Rajski-dyrygent, Polska Orkiestra Radiowa (nagranie z koncertu w Studiu Koncertowym Polskiego Radia w Warszawie)
- 2002 Feliks Mendelssohn-Bartholdy - Konzertstuck No1 f-moll op.113 i Konzertstuck No2 d-moll op.114, Marcin Woźniak-bassethorn, Judith Kubitz - dyrygentka, Polska Orkiestra Radiowa